# مهتر (زنجان)
مهتر (زنجان)، روستایی از توابع بخش مرکزی شهرستان زنجان در استان زنجان ایران است.

## جمعیت
این روستا در دهستان زنجانرودبالا قرار دارد و براساس سرشماری مرکز آمار ایران در سال ۱۳۸۵، جمعیت آن ۲۴۶ نفر (۶۷خانوار) بوده‌است.لازم به ذکر است نام فامیلی اهالی روستا نادری و مهتری میباشد که با نسبت قومی و خویشاوندی دارند.